# Hedwiga Reicher
Hedwiga Reicher (Nacida como Hedwig Reicher; 12 de junio de 1884 – 2 de septiembre de 1971) fue una actriz alemana. Sus actuaciones en Broadway fueron acreditadas con la ortografía original de su nombre de pila.
Reicher fue bautizada con el nombre de Hedwig, pero cambió la grafía al llegar a Estados Unidos porque algunas personas la llamaban "Mr. Hedwig". Era media-hermana del actor Frank Reicher, hermana del actor y guionista Ernst Reicher e hija del actor Emanuel Reicher. Su otro hermano, Hans Reicher, era escultor, y su hermana, Elly, era actriz.
Reicher hizo su debut en el cine en The Rubaiyat of Omar Khayyam, producida por Ferdinand Earle.
Además de actuar, Reicher produjo dos obras de teatro con su padre y en 1921 realizó una producción en solitario de Monna Vanna en el Little Theater de Los Ángeles. También actuó en las tres.
El 2 de febrero de 1934, Reicher se casó con el concertista de piano y profesor de música Maurice Zam en Hollywood, California.

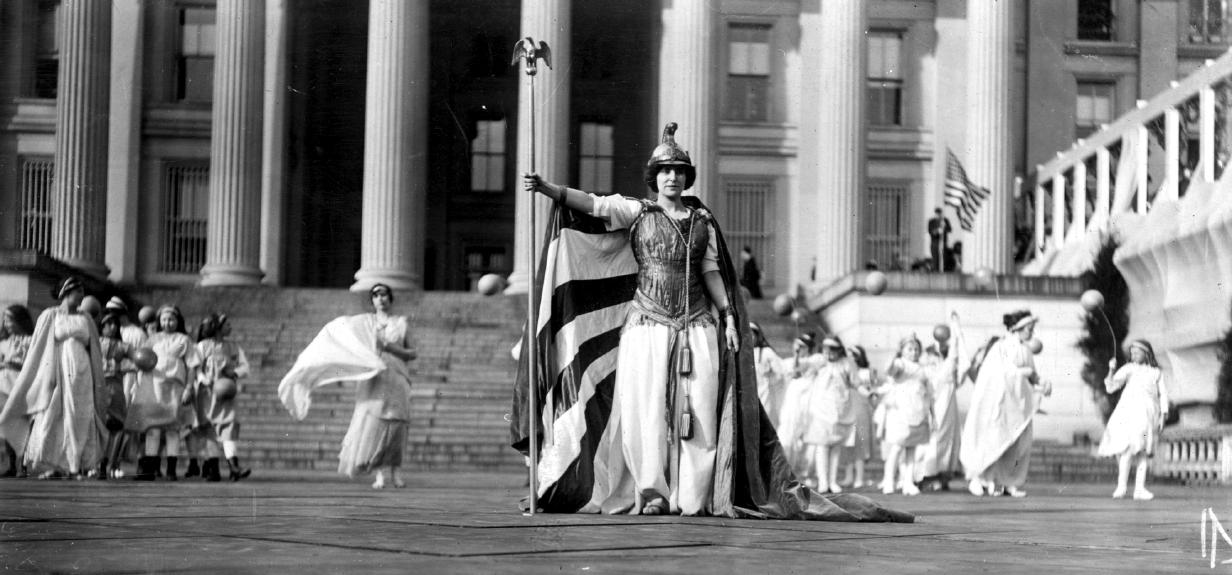
Hedwig Reicher en la Procesión del Sufragio Femenino frente al Treasury Building en Washington, D.C., el 3 de marzo de 1913.

## Filmografía seleccionada
- A Lover's Oath (1925) – esposa de Hassan
- The King of Kings (1927) – (Sin acreditar)
- The Leopard Lady (1928) – Fran Holweg
- True Heaven (1929) – Madame Grenot
- The Godless Girl (1929) – Prison Matron
- Lucky Star (1929) – Mrs. Tucker
- Mordprozeß Mary Dugan (1931) – Mrs. Rice
- Beyond Victory (1931) – Enfermera alemana (Sin acreditar)
- Sporting Chance (1931) – Aunt Hetty
- The Dragon Murder Case (1934) – Mrs. Schwartz (Sin acreditar)
- Rendezvous (1935) – socia de De Segroff (Sin acreditar)
- The House of a Thousand Candles (1936) – Maria
- I Married a Doctor (1936) – Bessie Valborg
- Dracula's Daughter (1936) – Esposa del posadero (sin acreditar)
- It Could Happen to You (1937) – Mujer alemana en una pensión (Sin acreditar)
- Confessions of a Nazi Spy (1939) – Lisa Kassel
- Dr. Ehrlich's Magic Bullet (1940) – Enfermera (Sin acreditar, última aparición)

## papeles en Broadway
- On the Eve (1909), her Broadway debut
- The Next of Kin (1909)
- The Lady from the Sea de Henrik Ibsen (1911) – Ellida
- The Thunderbolt (1911)
- June Madness (1912) – Mrs. Thornborough
- The Stronger (1913)
- When the Young Vine Blooms (1915)
- Caliban of the Yellow Sands (1916) – Cleopatra

--Fuente: Internet Broadway Database

## Otros
Reicher fue contratada para representar la figura mitológica de Columbia en la Procesión del Sufragio Femenino, un desfile sufragista celebrado el 3 de marzo de 1913 en Washington D. C. Según las noticias de la época,[cita requerida] el grupo, que incluía entre 5.000 y 8.000 sufragistas, marchó desde el capitolio de Estados Unidos hasta el Treasury Building, y fue observado por una multitud de 500.000 personas (en su mayoría hombres). Su intención era eclipsar la toma de posesión de Woodrow Wilson, prevista para el día siguiente.